# Гусейнов, Хиджран Солтан оглы
Хиджран Солтан оглы Гусейнов (азерб. Hicran Soltan oğlu Hüseynov, 6 мая 1942, Габалинский район — 1 марта 2013, Баку) — азербайджанский телевизионный диктор, актёр, главный редактор телеканала «Меденийет». Заслуженный артист Азербайджана (2006).

## Биография
Родился 6 мая 1942 года в Куткашенском районе Азербайджанской ССР (ныне — Габалинский район Азербайджана). После окончания средней школы в Габалинском районе в 1959 году поступил в Бакинский библиотечный техникум. В 1961 году, после окончания техникума, призван в ряды Советской армии. Демобилизован в 1964 году.
В августе 1964 года поступил на актёрский факультет драмы и кино Азербайджанского Государственного театрального института имени Мирзаги Алиева. По окончании института в 1968 году направлен по распределению в Сумгаитский государственный драматический театр в качестве актёра.
После года работы в этом театре был вновь призван в Советскую армию на офицерскую должность. По окончании двух лет службы стал участником объявленного Азербайджанским телевидением (AzTV) конкурса, и после прохождения трёх конкурсов был приглашён на AzTV в качестве диктора.
Начал трудовую деятельность в 1971 году на AzTV, где дослужился до должности диктора высшего разряда. Свою деятельность продолжил, в основном, как ведущий молодёжных программ, позже информационных программ, в качестве постоянного ведущего передач «Günün ekranı» (Экран дня), «Xəbərlər» (Новости).  
В 2006 году указом Президента Азербайджанской республики Ильхама Алиева был удостоен звания заслуженного артиста республики. Продолжил свою деятельность на должности главного редактора канала «Меденийет» (Культура), относящегося к AzTV.
Умер в Баку 1 марта 2013 года после продолжительной болезни.

## Фильмография
- Годы жизни (1982)[азерб.]